# 阿尔滕阿尔
阿尔滕阿尔，或意译作旧阿尔，是德国莱茵兰-普法尔茨州的一个市镇。总面积14.84平方公里，总人口1648人，其中男性836人，女性812人（2011年12月31日），人口密度111人/平方公里。